# Ibisi
Ibisi (znanstveno ime Threskiornithinae) so skupina dolgonogih ptičev iz istoimenske družine močvirnikov. Vsi imajo dolge upognjene vratove in se navadno hranijo skupinsko, predvsem z rakci. Ibisi večinoma gnezdijo na drevesih.

## Opis
Imajo dolge noge in vrat, kljun je dolg, tanek in navzdol upognjen, na konici sploščen; z njim v blatu iščejo črve in žuželke. Po obliki kljuna lahko ločimo dve poddružini: žličarke in ibise, med katere spada tudi sveti ibis.

## Izbor predstavnikov

### Sveti ibis
Sveti ibis (Threskiornis aethiopica) je velik okoli 75 cm. Živi v Afriki j. od Sahare in Arabiji. Perje je belo, letalna peresa so na koncu črna. Kljun, glava in vrat so goli in črni. V Starem Egiptu je bil sveta žival.

### Hagedaš
Hagedaš (Hagedashia hagedash) je velik okoli 70 cm. Živi v tropski Afriki. Perje je rjavo obarvano, hrbet in krila so kovinsko lesketajoči.

### Klavžar
Klavžar ali grivasti ibis (Geronticus eremita) je velik okoli 75 cm. Razen gole rdeče glave in rdečega kljuna je črno obarvan. Živi v jugozahodni Aziji, posamično tudi v Maroku. Na temenu ima podaljšana okrasna peresa. Grozi mu izumrtje.

### Plevica
Plevica (Plegadis falcinellus) je velika okoli 55 cm. Perje na telesu je temno rjavo, peruti so kovinsko zeleno lesketajoče. Živi v južni Evraziji, Afriki, Avstraliji in na zahodnoindijskih otokih. Je edini predstavnik ibisov, ki gnezdi tudi v Evropi. V Sloveniji je le preletni gost.

### Rdeči srpač
Rdeči srpač (Eudocinus ruber) je velik okoli 65 cm. Telo ima svetleče rdeče obarvano. Živi na severovzhodni obali južne Amerike.

### Avstralski beli ibis
Avstralski beli ibis (Threskiornis molucca) - na fotografiji zgoraj